# Пельц Роман Шлемович
Роман Шлемович Пельц (11 серпня 1937, Одеса, СРСР — 10 жовтня 2022, Торонто) — українсько-канадський шахіст, майстер спорту СРСР (1961), майстер ФІДЕ (1981), заслужений тренер УРСР (1971), тренер ФІДЕ (2005).
З 1975 року жив у Канаді.

## Біографія
Пельц народився в Одесі 11 серпня 1937 року. У 1959 році Пельц заснував шахову школу в Одесі. Семеро з його перших учнів стали гросмейстерами: Лев Альбурт, Сем Палатник, Володимир Тукмаков, Валерій Бейм, Костянтин Лернер, Леонід Юртаєв і Борис Канцлер. Був офіційним тренером студентської збірної СРСР 1971 року, за яку грали Анатолій Карпов і Олександр Бєлявський.
На початку кар'єри він посів 15-е місце в Мінську 1962 (переміг Анатолій Банник) і грав на першій дошці в радянській збірній, яка виграла студентський чемпіонат світу 1964 року в Кракові, Польща. 
До Канади Пельц потрапив у 1978 році. Після переїзду до Монреаля він заснував першу канадську шахову школу в 1979 році. Пізніше він оселився в Торонто і продовжив навчання там. Пельц грав за Канаду на трьох шахових Олімпіадах : у Люцерні 1982 року та Салоніках 1984 та 1988 років.
У 1981 році Пельц отримав звання майстра ФІДЕ. У 2001 році він був включений до Зали слави канадських шахів.
Пельц помер у Торонто 10 жовтня 2022 року у віці 85 років.

## Спортивні результати
| Рік  | Місто    | Змагання                                                               | + | − | =  | Результат | Місце             |
| ---- | -------- | ---------------------------------------------------------------------- | - | - | -- | --------- | ----------------- |
| 1962 | Мінськ   | Чемпіонат ЦР ДСТ «Спартак»                                             | 4 | 7 | 6  | 7 з 17    | 15                |
| 1963 | Київ     | Чемпіонат ЦР ДСТ «Авангард»                                            | 2 | 0 | 11 | 7½ з 13   | 7                 |
|      | Будва    | Командний чемпіонат світу серед студентів (збірна СРСР, ?-а шахівниця) |   |   |    |           |                   |
| 1964 | Київ     | 33-й чемпіонат України                                                 | 6 | 8 | 5  | 8½ з 19   | 12—14             |
|      | Краків   | Командний чемпіонат світу серед студентів (збірна СРСР, ?-а шахівниця) | 2 | 3 | 2  | 3 з 7     | Команда — чемпіон |
| 1967 | Київ     | 36-й чемпіонат України                                                 | 6 | 3 | 4  | 8 з 13    | 6—16              |
|      | Харків   | 35-й чемпіонат СРСР                                                    |   |   |    | 6½ з 13   | 58—63             |
| 1968 | Київ     | 37-й чемпіонат України                                                 | 4 | 6 | 7  | 7½ з 17   | 14                |
| 1970 | Київ     | 39-й чемпіонат України                                                 | 4 | 7 | 6  | 7 з 17    | 13—14             |
| 1974 | Львів    | 43-й чемпіонат України                                                 |   |   |    | 4½ з 13   | 53—55             |
|      | Тула     | Чемпіонат РРФСР                                                        |   |   |    |           | [ 14 ]            |
|      | Москва   | Командний чемпіонат СРСР                                               |   |   |    |           |                   |
| 1981 | Монреаль | Чемпіонат Канади                                                       | 4 | 2 | 9  | 8½ з 15   | 5—6               |
| 1982 | Люцерн   | XXV Олімпіада (збірна Канади, ?-а шахівниця)                           | 3 | 1 | 4  | 5 з 8     |                   |
| 1984 | Оттава   | Чемпіонат Канади                                                       | 5 | 4 | 5  | 7½ з 14   | 5—6               |
|      | Салоніки | XXVI Олімпіада (збірна Канади, ?-а шахівниця)                          | 5 | 0 | 6  | 8 з 11    |                   |
| 1986 | Монреаль | Міжнародний турнір                                                     | 2 | 3 | 4  | 4 з 9     | 6                 |
| 1987 | Торонто  | Міжнародний турнір                                                     | 5 | 4 | 2  | 6 з 11    | 5                 |
| 1988 | Салоніки | XXVIII Олімпіада (збірна Канади, ?-а шахівниця)                        | 4 | 3 | 1  | 4½ з 8    |                   |